# Общество эпохи Чосон

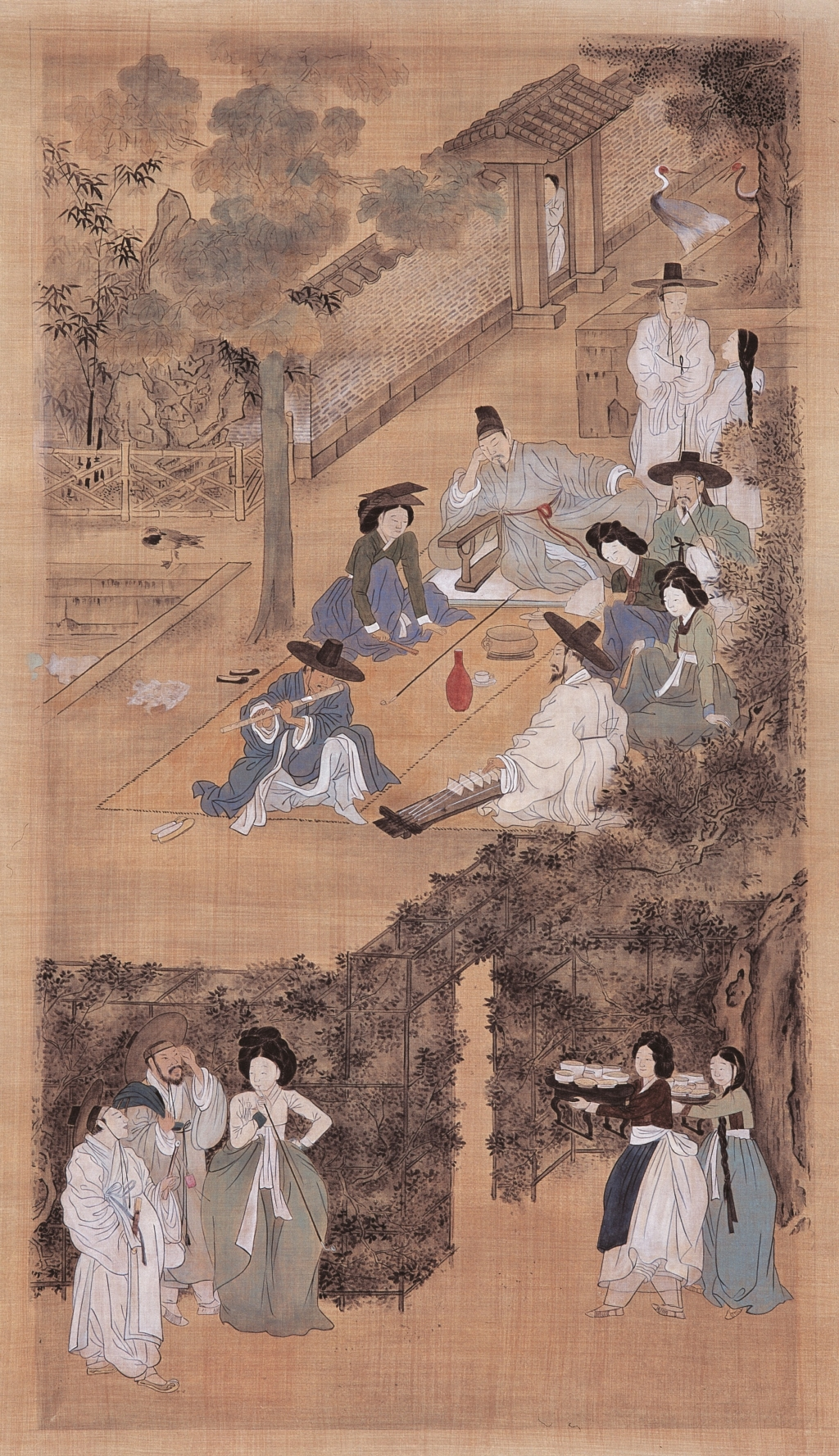
Корейцы на картине 18 века

Общество государства Чосон было построено на неоконфуцианских идеалах, а именно на трёх фундаментальных принципах и пяти моральных дисциплинах. Было четыре класса: знать янбан, «средний класс» чунгин, простолюдины санмин и чхонмин, изгои в самом низу. Обществом управляли янбан, составлявшие 10 % населения и имевшие ряд привилегий. Рабы были самого низкого положения.
| Класс     | Хангыль | Ханча | Значение                |
| --------- | ------- | ----- | ----------------------- |
| Янбан     | 양반    | 兩班  | два вида аристократов   |
| Чунгин    | 중인    | 中人  | средние люди            |
| Санмин    | 상민    | 常民  | простолюдины            |
| Чхонмин   | 천민    | 賤民  | вульгарные простолюдины |
| - Пэкджон | 백정    | 白丁  | неприкасаемые           |
| - Ноби    | 노비    | 奴婢  | рабы (или крепостные)   |

В этот период клановая структура стала более строгой, и родословная приобрела первостепенное значение. Семейная жизнь регулировалась законом, строго соблюдая конфуцианские ритуалы. По сравнению с практикой Корё ранее, брачные ритуалы были реструктурированы и усугублены. Дворяне могли иметь только одну жену и несколько наложниц, но их дети, рожденные от простолюдинов или рабынь-наложниц, считались незаконными и лишались каких-либо прав янбан.
Роль и права женщин были уменьшены по сравнению с предыдущими эпохами в истории Кореи. Женщины янбан были полностью скрыты от внешнего мира, и каждая женщина должна была соответствовать конфуцианским идеалам чистоты, послушания, целомудрия и верности. Женщины были субъектами мужского господства на протяжении всей своей жизни, обязаны слушаться своих отцов, мужей, тестей и первенцев. Дома были разделены на мужские и женские покои для разделения полов.

## Руководящие принципы
Корейское общество всегда было иерархичным, и сознательное, поддерживаемое правительством распространение неоконфуцианства укрепило эту идею. Несмотря на то, что эта философия зародилась в Китае, Корея также приняла и интегрировала ее в повседневную жизнь, преобразовав ее в соответствии с потребностями страны и развив ее таким образом, который стал характерным для Кореи. 
Корейское общество в Чосон было построено на трех фундаментальных принципах (самган, кор. 삼강, 三綱) и пяти нравственных дисциплинах (орюн, кор. 오륜, 五倫): 
- самган :
  - чун (충; 忠) верность королю
  - хё (효; 孝) сыновнее послушание родителям
  - ёль (열; 熱) различие между мужчинами и женщинами
- орюн :
  - ый (의; 義) праведность и справедливость: отношения между монархом и народом
  - чин (친; 親) теплота и близость между родителями и детьми
  - бёль (별; 別) различие между мужем и женой
  - со (서; 序) порядок между старшими и младшими
  - син (신; 信) доверие между друзьями

Это означает, что корейское общество придавало первостепенное значение иерархии между классами, старшими и младшими, подчеркивало семейные ценности, соблюдение порядка и гармонии и более низкое социальное положение женщин. Ритуалы стали очень важными. Церемонии уважения к предкам и необходимость обучения на протяжении всей жизни высоко ценились. Желаемыми и ценными человеческими качествами неоконфуцианцы считали трудолюбие, чистоту, вежливость и воздержание от неподобающего поведения. Их можно было считать ханжами, поскольку благородные люди должны были избегать проявления страстных эмоций. Важно, чтобы каждый знал свое положение в обществе и вел себя соответственно. Корейский язык отражает это понятие даже сегодня, используя почетные знаки, которые сигнализируют о том, обращается ли говорящий к старшему человеку или к человеку с более высоким социальным положением. 
Прямая связь между королем и простыми людьми была возможна через сангон (상언), систему письменных петиций и кёкчжэн (격쟁), систему устных петиций. Через систему устных петиций кёкчжэн простые люди могли бить в гонг или барабан перед дворцом или во время публичных процессий короля, чтобы обратиться со своими жалобами или петициями непосредственно к королю. Это позволило даже неграмотным членам общества Чосон обратиться с петицией к королю. В Ильсоннок зарегистрировано более 1300 отчётов, связанных с кёкчжэн.

## Состав

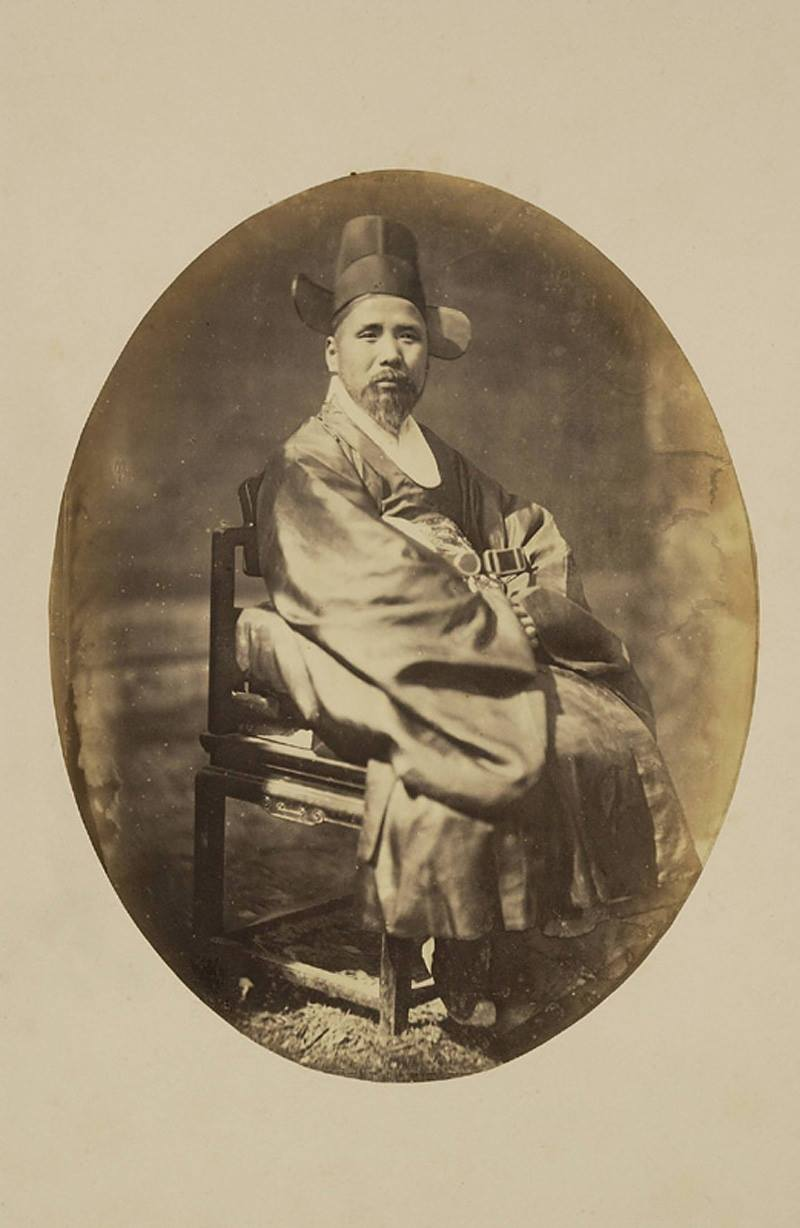
Фотография мужчины-янбана 1863 года.

Основой общества Чосон была система, подобная кастовой системе. Историк Пэк Чжи Вон считает корейскую систему сопоставимой с индийской. По словам Майкла Сета, корейскую систему в принципе можно сравнить с индийской (не считая религиозных коннотаций). На практике, однако, классы могли быть не такими непроницаемыми и четко разделенными, как в Индии.  Брюс Камингс, с другой стороны, считает, что корейская структура не может быть названа настоящей кастовой системой, но системой, в которой существовали определенные касты. 
Теоретически было три социальных класса, но на практике их было четыре. Высшим классом были янбан, или «ученые дворяне»,  простолюдинов называли санмин или янмин, а низшим был класс чхонмин.  Между янбанами и простолюдинами находился четвёртый класс, джунгин, «средние люди». 
Правящим классом и получателем привилегий был класс янбан. Эта элитная аристократия была наследственной и владела большей частью богатства, рабов и земли. Их также называли садэбу, «учёные-чиновники», потому что по сравнению с аристократией Корё или японским бусидо они не были землевладельцами, участвовавшими в военных действиях.
Янбан стремились хорошо сдать королевские экзамены, чтобы занять высокие посты в правительстве. Они не платили никаких налогов, избегали ручного труда и воинской повинности. Однако они должны были преуспеть в каллиграфии, поэзии, классических китайских текстах и конфуцианских обрядах. Теоретически простолюдины могли подать заявку на сдачу королевских экзаменов, но на практике, с 1600-х годов, семейное прошлое претендентов тщательно проверялось, и они должны были предоставить доказательства статуса янбан со стороны отца до трех поколений и одного поколения со стороны матери.

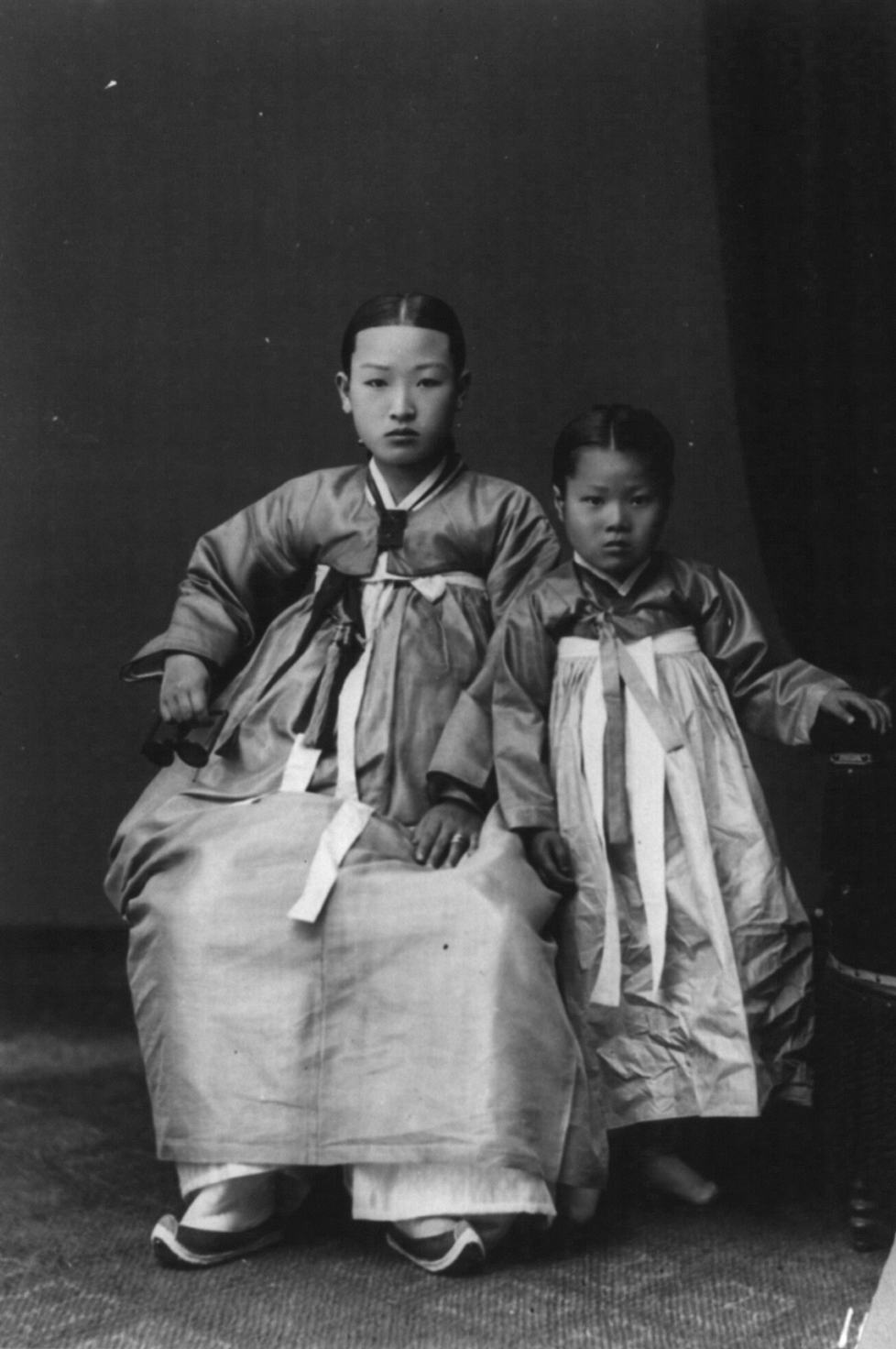
Мать и дочь, 1910—1920

Дворяне жили отдельно от простолюдинов, в специально отведенных районах города или деревни и проводили большую часть своего свободного времени в конфуцианских академиях или домах кисэн. Семьи янбан были редкостью в северной и восточной частях страны и на острове Чеджу и в основном были пониженными в должности янбанами, которые были сосланы туда. Высокие государственные должности занимали в основном янбаны из провинций Кёнсан и Чхунчхон. Учёные-аристократы составляли около 10 % населения Кореи.
Гражданские должности (мунбан), а также военные должности (мубан) занимали мужчины-янбаны, причём последние занимали провинциальные янбан, единственным способом получить учёное свидетельство которых было стать военными чиновниками. Мужчин к экзамену готовили мухаки, военно-учебные заведения. С середины периода Чосон они принадлежали к разным родам, не только к гражданским чиновникам. 
Около 80 % общества Чосон состояло из простолюдинов, называемых санмин. Это был свободный класс, обязанный платить налоги, служить в армии и выполнять повинность. Крестьяне, ремесленники, рыбаки и торговцы составляли этот класс, но янбан считали торговцев низшими. Некоторые крестьяне владели своими землями, другие обрабатывали собственность янбан в качестве арендаторов.
Последнее место на социальной лестнице занимал низший класс, чхонмин. Здесь жили рабы. Они делились на две группы: саноби (частные рабы) и гонноби (рабы, принадлежащие государству). У обеих групп были «внутренние рабы» (сольго ноби) и «внешние рабы» (эго ноби). Последние жили как всякий крестьянин, могли владеть имуществом и так же, как и крестьяне, отдавали часть урожая или текстильную дань своим хозяевам. Количество рабов колебалось на протяжении всего периода Чосон: были времена, когда их численность достигала 30 % населения. Рабы не могли иметь фамилии, за исключением тех, у кого она уже была, когда они стали рабами. Теоретически браки между рабами и простолюдинами были запрещены, но это правило часто игнорировалось. К концу династии количество рабов сократилось. Государственное рабство было отменено в 1800 году, а частное рабство было окончательно запрещено в 1894 году.  
Помимо рабов, к классу чхонмин причисляли и людей определенных профессий. Например, профессионалы, занимающиеся забоем животных (мясники, люди, работающие со шкурами животных), скорее всего, из-за старых буддийских взглядов. Хозяева таверн, кисэн, артисты, могильщики, чистильщики коры, корзинщики, шаманы и перевозчики также были людьми чхонмин. Это был наследственный статус, и их детям не разрешалось продвигаться по социальной лестнице.

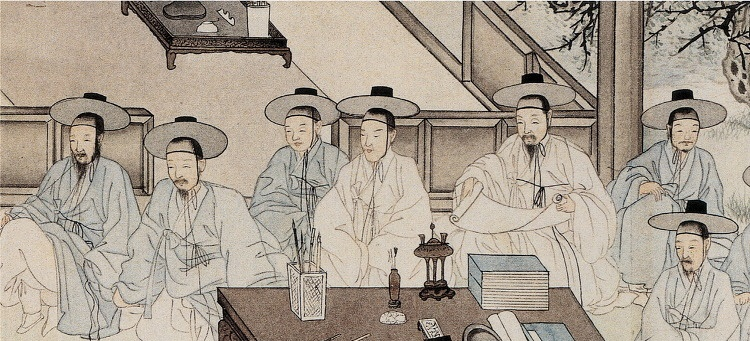
Картина с изображением чунгин

Средний класс, называемый джунгин или чунгин, был немногочисленным, но важным. Они были ниже дворян янбан, но выше простых людей. Обычно это были «технические эксперты», такие как переводчики, писцы, астрономы, бухгалтеры, врачи, юристы и музыканты. К этому классу принадлежали и провинциальные мелкие чиновники. Они курировали местную бюрократию, поэтому их было невозможно не заметить. Многие из них разбогатели, некоторые за счет эксплуатации крестьян. В 19 веке джунгин, говорившие на иностранных языках, были теми, кто познакомил Корею с западной культурой. 
В число джунгин также входили незаконнорожденные дети янбан. Рожденные от простолюдинов или наложниц-рабынь, они составляли основу джунгин, называемую сооль. Незаконнорожденным детям ученых дворян не разрешалось быть признанными янбан, и поэтому они не могли наследовать землю или богатство от своих отцов или участвовать в государственных экзаменах. Их судьба вызвала много дискуссий среди ученых-конфуцианцев, поскольку признание их существования означало бы, что четко определенные границы между простолюдинами и знатью были бы размыты. 
Общество Чосон было особенно тем, что элитный класс оставался неизменным на протяжении многих веков. В то время как велись постоянные войны, когда различные группы менялись на высших должностях по всей Европе и Азии, корейский правящий класс оставался в значительной степени нетронутым, со времен Корё до конца династии Чосон. Структура общественного строя также оставалась неизменной на протяжении пяти столетий, что не имеет аналогов в мире. 

## Кланы, семья и брак

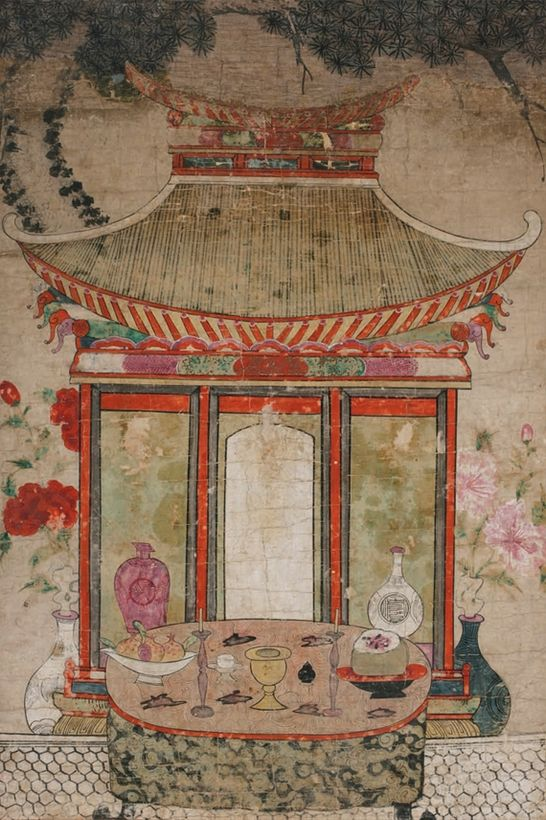
Столы, накрытые для церемоний чеса, изображенные на ранней картине эпохи Чосон.

В Корее существует клановая система, в которой каждый кореец принадлежит к бонвану (본관), происхождение которого можно проследить до отца-основателя клана. Различные кланы могут иметь определенные фамилии, различающиеся городом-основателем или городом клана. Клановая структура существовала задолго до основания Чосон, но распространение конфуцианства сделало ее правила более строгими, догматизированными в государственных законах. 
Кланы основаны на отцовской кровной линии, называемой джок (족; 族), па (파; 派) или мунджун (문중; 門中). История клана, сведения о рождении, браке и смерти его членов зарегистрированы в джокбо (кор. 족보, 族譜) даже сегодня. Этот вид ведения реестра стал регулярным в 15 веке. Предатели и осужденные преступники изгонялись из рода и из линии. Посторонние не могли присоединиться к родословной. 
Семейная жизнь регулировалась Кёнгук тэджон (кор. 경국대전, 經國大典), сводом законов, составленным в 15 в. Он регулировал чеса, ритуалы предков, подчеркивая, что предки являются важными членами рода. Чеса ведет старший член семьи умершего мужского пола, остальные члены семьи выстраиваются за ним в соответствии со своим рангом в семье. Ритуалы имеют строгие правила и заранее установленные порядки, а также определены тип жертвенной пищи и порядок ее размещения. Эти ритуалы стали обычным явлением и укрепились в эпоху Чосон. 

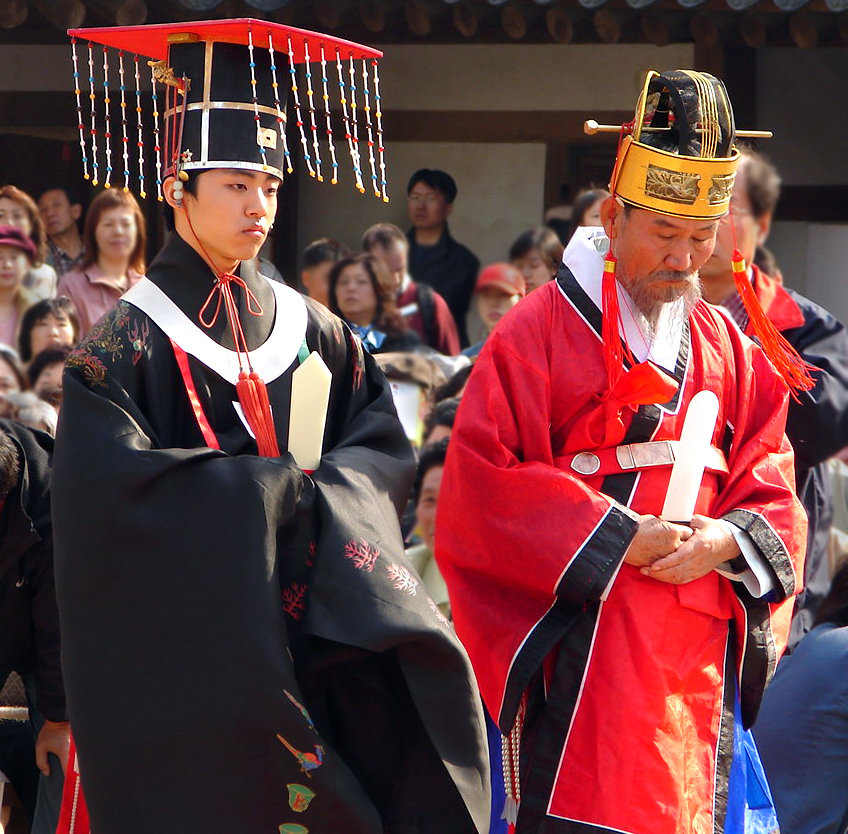
Реконструкция королевской свадьбы во дворце Унхён в Сеуле, «король» слева.

Как и в случае с ритуалами, в браке также существовали строгие правила. В то время как в Корё разрешались браки между членами одного клана, Чосон очень серьезно относился к экзогамии и запрещал такие браки, даже если клан насчитывал более миллиона членов. Майкл Сет, профессор истории Университета Джеймса Мэдисона, утверждает, что причиной этого стала адаптация кваго (кор. 과거), государственная экзаменационная система Китая, а также интеграция конфуцианства в повседневную жизнь, что делает доказательство своего происхождения крайне важным. 
Брак заключался в юном возрасте, в 1471 г. минимальный возможный возраст составлял 15 лет для мальчиков и 14 лет для девочек. Мужчины обычно женились до 30 лет, женщины должны были быть моложе 20 лет. Простолюдины обычно женились в более раннем возрасте, чем дети класса янбан. Значительная разница в возрасте между мужем и женой была повседневным явлением. Ритуалы брака и супружеской жизни регулировались Цзяли (кит. 朱子家禮, кор. 주자가례, чуджа гаре), созданным Чжу Си, но обычаи были изменены в соответствии с корейскими традициями. Например, по конфуцианским обычаям свадебные церемонии проводились в доме отца жениха, однако в Корее было принято прямо противоположное. В качестве компромисса часть церемонии должна была пройти в доме невесты, после чего они отправились в дом жениха. Во времена Корё молодожены обычно годами жили в доме невесты, но с принятием конфуцианства это должно было измениться. Невесте пришлось переезжать в новую семью. На практике были случаи, когда супруги предпочитали жить там, где родители больше нуждались в уходе или где земля была более пригодной для возделывания. 
Корейцы также адаптировали другой китайский обычай, минмёнёри (кор. 민며느리), или малолетних невест, когда девочек 6—7 лет выдавали замуж. Обычно они проводили годы до самой свадебной церемонии у своих свекровей, где работали горничными. Этот обычай не получил широкого распространения и соблюдался в основном бедными семьями, которые иначе не могли позволить себе свадьбу. Из-за таких плохих условий могло случиться так, что разница в возрасте между женихом и невестой составляла более 30 лет. 
Самым важным достоянием корейской семьи был сын-первенец, или чанджа (кор. 장자). Так было всегда, но конфуцианство ещё больше укрепило эту идею. Это было настолько важно, что ни один мужчина не мог умереть, не имея наследника мужского пола. Если они не могли произвести его, им приходилось усыновлять (из той же линии). Большую часть богатства и земли семьи унаследовал первенец, а остальные сыновья получили небольшие доли; девочкам было отказано в каких-либо таких правах. Мужчинам разрешалось иметь более одной жены и нескольких наложниц. 

## Женщины

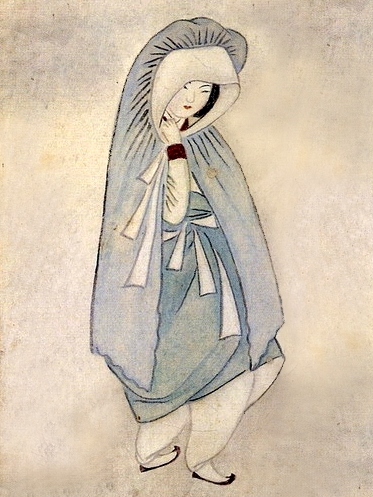
Сыгэчима, предмет одежды, используемый женщинами из высшего сословия, чтобы скрыть свои лица, выходя на улицу.

Во времена династии Корё женщины имели значительную свободу. Они могли свободно общаться с мужчинами, иметь собственное имущество и наследовать землю.  Ситуация резко изменилась во второй половине эпохи Чосон после Имдинской войны, когда положение женщин постепенно начало ухудшаться. Их жизнь регулировалась неоконфуцианством, но гораздо строже, чем в Китае, откуда началась философия.

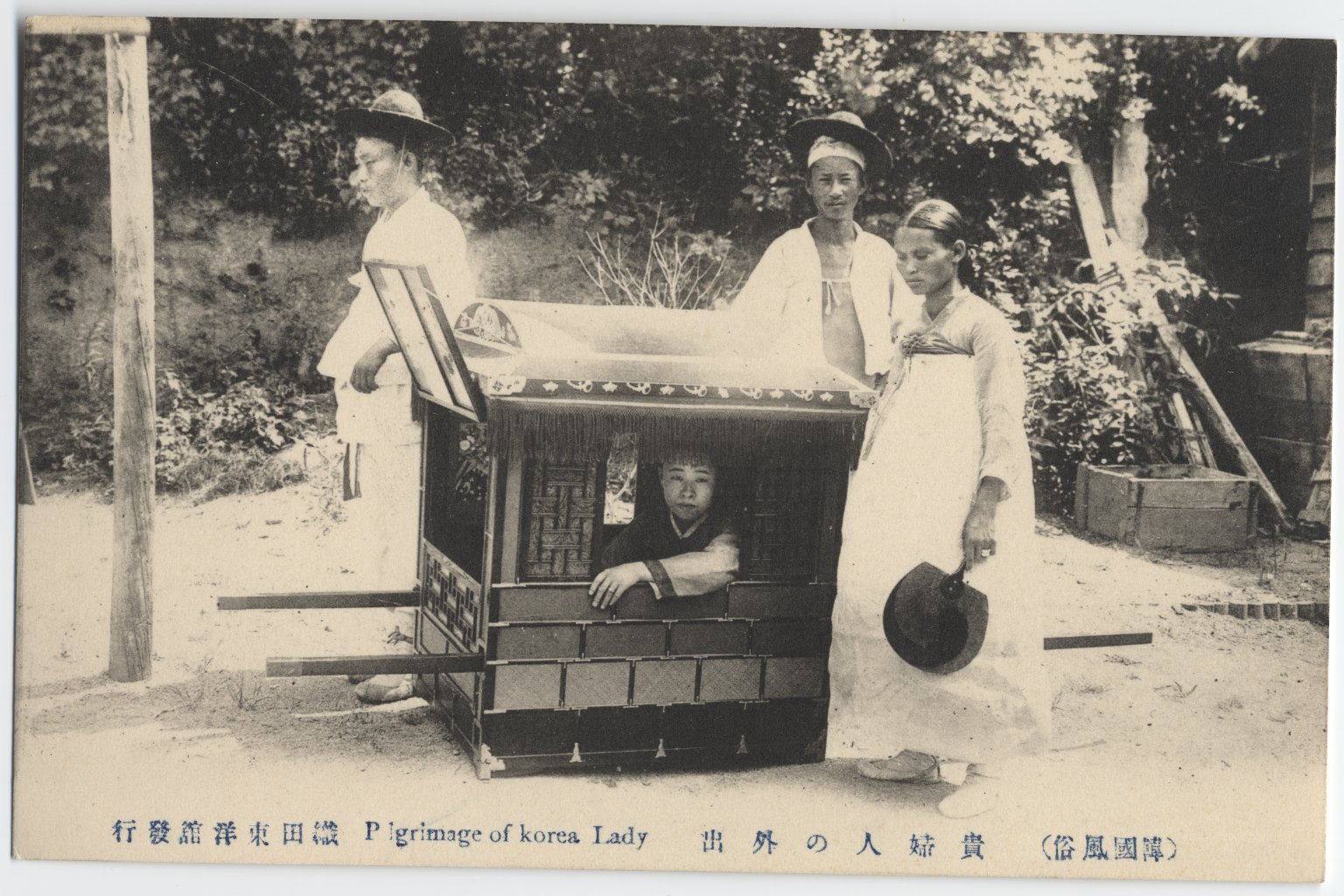
Женщина из высшего класса старой Кореи, в 'кама' (паланкин). Паланкин несут два мужчины-слуги на заднем плане. Личная служанка дамы (на переднем плане с традиционным вентилятором) следует пешком за паланкином. Подпись говорит о паломничестве, но контекст не подтверждает это утверждение.

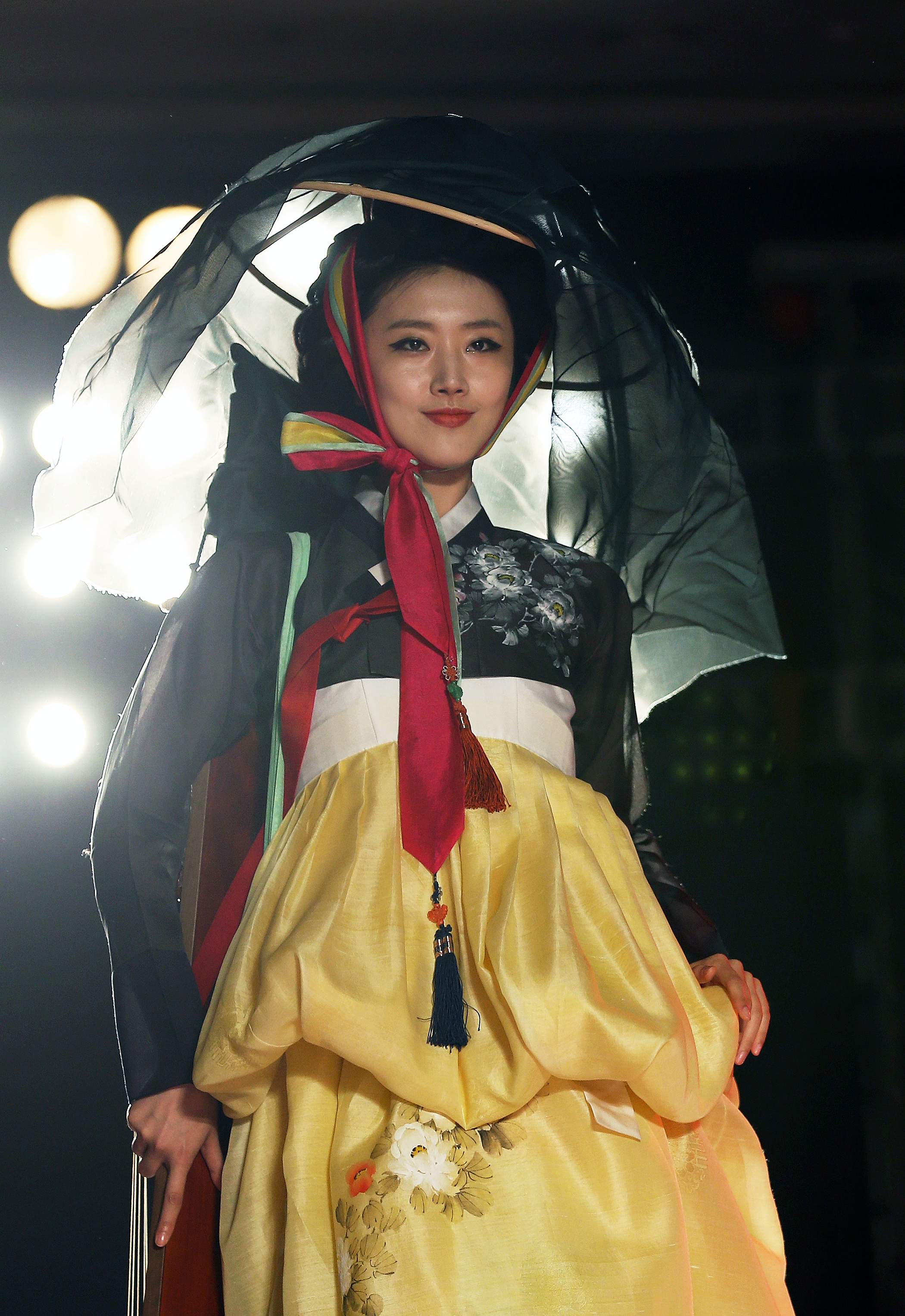
Реконструкция одежды кисэн на корейском показе мод во Вьетнаме

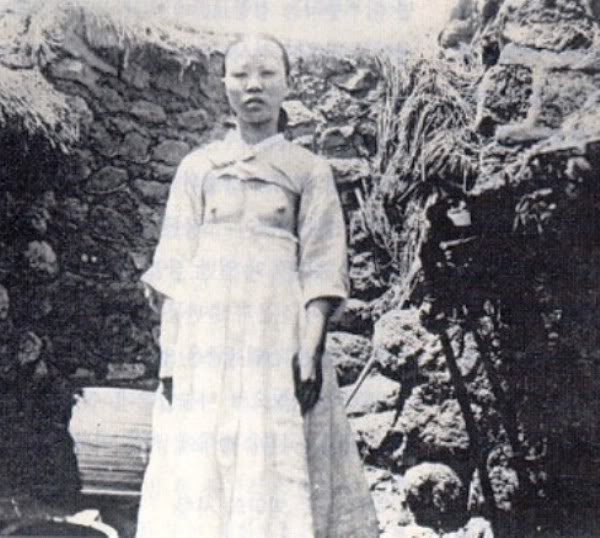
Корейская простолюдинка конца XIX века

Женщины должны были соответствовать конфуцианским идеалам. В детстве они подчинялись своим отцам, когда выходили замуж, своим мужьям, а когда состаривались, своему первенцу. От них требовалось быть добродетельными, скромными, послушными и верными; добродетельные женщины награждались государством с 1434 года. Дворянки-янбан были полностью отделены от остального общества. Днём они не могли покинуть свои дома, а если приходилось, их перевозили в носилках, называемых гама (кор. 가마). Им запрещалось играть в игры и развлекаться вне дома. Эти идеалы и сегрегация не могли полностью поддерживаться в низших классах, поскольку простолюдинам и рабыням приходилось выполнять разную работу. Тем не менее, даже в крестьянских домах были отдельные комнаты для мужчин и женщин, а в более богатых семьях были мужские и женские помещения: «внешние комнаты», называемые саранче (кор. 사랑채) для мужчин и «внутренние комнаты», называемые анче (кор. 안채) или анбан (кор. 안방, 內房) для женщин.  К концу правления династии Чосон женщина из низшего сословия, выполнявшая свои конфуцианские обязанности по рождению сына, публично обнажала грудь в знак гордости. Дворянкам это было запрещено.
Большинство женщин были неграмотными, так как в школах обучались исключительно мужчины. Даже после введения хангыля, когда грамотность улучшилась, женщины, умеющие читать и писать, составляли всего 4 % еще в 19 веке. Женщины-янбан могли получить образование в семье, например, наследная принцесса 18-го века госпожа Хегён научилась читать и писать на хангыле от тёти.  Женщинам не разрешалось изучать ханча, китайские иероглифы, используемые для письма на корейском языке. Женщинам также было отказано в праве участвовать в чеса, ритуалах почитания предков, что также является значительным отклонением от первоначальных китайских практик.
Домохозяйства, возглавляемые женщинами, исчезли в начале эпохи Чосон, и они постепенно утратили и право на наследство. Причина заключалась в том, что для выдачи замуж дочерей требовалось дорогое приданое, в результате чего дочерей называли додоннё (кор. 도둑녀), «воры». Поскольку в соответствии с новыми конфуцианскими идеалами женщины должны были подчиняться своим родственникам мужа после замужества, родная семья считала ненужным предоставление ей наследства. Замужних дочерей часто называли чульга оин (кор. 출가외인, 出嫁外人), дословно «тот, кто оставил семью и стал чужим». Женщины должны были подчиняться своим мужьям и родственникам мужа и не имели права подавать на развод. Мужчины могли развестись со своими женами на основании чильгоджиак (кор. 칠거지악), или «семь грехов»: непослушание свекрови, неспособность родить сына, прелюбодеяние, ревность, наследственное заболевание, болтливость и воровство.
Ожидалось, что женщины будут верны своим мужьям после смерти, поэтому вдовам не разрешалось вступать в повторный брак. В низших классах такие браки всё ещё случались, поскольку семьи по финансовым причинам выдавали обременительных вдов замуж за мужчин, которые не могли позволить себе жениться иначе. В то время как нарушение правил в низших классах широко игнорировалось властями, вдовам янбан запрещалось вступать в повторный брак, иначе их дети были бы изгнаны из дворянского сословия.  К представителям королевского рода относились ещё более строго: Сонджон приказал казнить свою кузину, когда обнаружил, что она сожительствовала со слугой после того, как овдовела. Поскольку женщины больше не могли быть главами семьи, вдовы часто считались финансовым бременем и иногда их доводили до самоубийства. Ожидалось, что женщины будут защищать свою добродетель любой ценой, и к концу эпохи Чосон они часто носили маленькие ножи, называемые пэдо (кор. 패도, 佩刀), прикреплённые к нориге (красочный кулон, свисающий с верхней части ханбока), чтобы совершить самоубийство, а не обесчестить свою семью, даже дав повод для сплетен.
Мужчины могли иметь вторых жён, помимо первой жены, а также иметь несколько наложниц. Быть второй женой или наложницей дворянина считалось повышением по социальной лестнице для простолюдинок или рабынь, но их дети считались незаконнорожденными и лишались каких-либо прав янбан. Первые жены и законные дети дворян часто презирали этих женщин и их потомство. Общество считало этих детей изгоями.
Женщины могли иметь только четыре типа «профессий» в Чосон: они могли стать гуннё (дворцовыми женщинами), шаманами, врачами или кисэн. Последние, которых часто сравнивают с японскими гейшами, могли жить более свободной жизнью, чем большинство женщин. Они умели читать и писать, разбирались в музыке, искусстве, поэзии и были интеллектуальными компаньонами мужчин в период, когда женам не разрешалось быть настоящими компаньонами из-за конфуцианских ограничений.  Самая известная кисэн, вероятно, Хван Джин И, которая жила в 16 веке и считается образцом для подражания прогрессивных, самоосознанных женщин в Корее.
Законы Чосона запрещали женщинам кататься на лошадях и заниматься спортом. По обычаю в домах было два входа (по одному для мужчин и женщин), а кухня обеспечивала физическое разделение помещений каждого пола. Чтобы обеспечить разделение вне дома, определённые часы дня отмечались звоном колокольчика, который уведомлял о времени, когда на улицу будут допускать только женщин. Ожидалось, что даже женщины из высшего сословия будут жить в домах с высокими стенами, чтобы уменьшить воздействие других мужчин. Однако женщины из низшего сословия работали с мужчинами на полях.

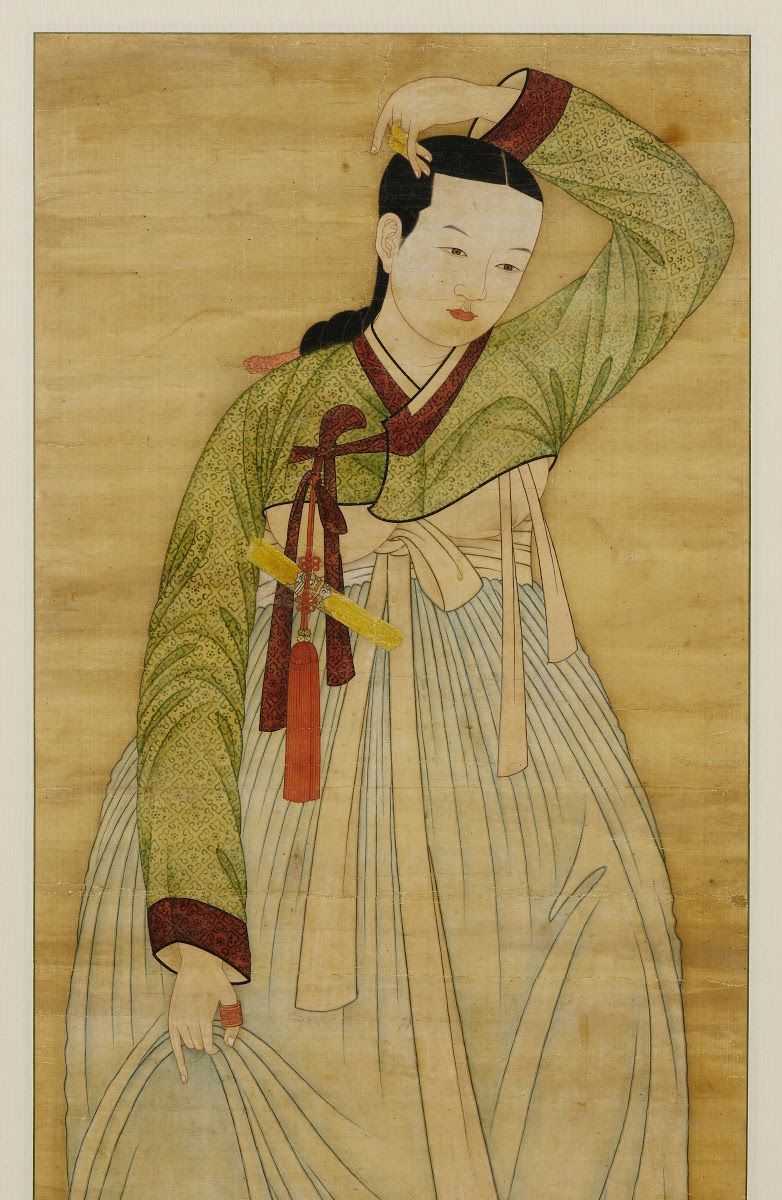
Портрет корейской женщины конца XIX века, сделанный анонимным художником

К концу эпохи женщины в Корее стали почти «безымянными». Их называли в основном по именам мужей или детей («… жена», «… мать»). 